# Русские портреты XVIII и XIX столетий
«Русские портреты XVIII и XIX столетий. Издание Великого князя Николая Михайловича» — 5-томное издание с черно-белыми иллюстрациями 1087 портретов, осуществленное председателем Русского исторического общества великим князем Николаем Михайловичем в 1905—1909 годах по результатам выставки русского портретного искусства, состоявшейся в 1905 году в Таврическом дворце под руководством С. П. Дягилева. На этой выставке было собрано множество работ из частных коллекций, в том числе из дворянских поместий по всей территории Российской империи. Издание является уникальным источником, поскольку многие из репродуцированных в нём портретов были утрачены: погибли во время Гражданской войны или оказались увезёнными в эмиграцию, где тоже пропали.

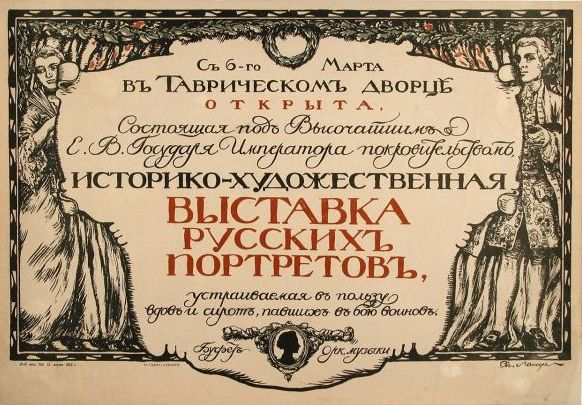
Афиша Таврической выставки, 1905

Таврическая выставка открылась 6 марта 1905 года и закрылась 26 сентября. На ней экспонировалось 2286 портретов, около 300 портретов не вошло в экспозицию «за полным отсутствием места». Отзывы прессы были восторженные, даже давний и непримиримый противник Дягилева Стасов писал о выставке, что она «превосходит все прежние выставки количеством материала… Для того, чтобы справиться со всем этим, нужна большая энергия, настойчивость, бесконечное терпение. Главный распорядитель г. Дягилев заслуживает за все это величайшего одобрения и признательности». Все портреты Таврической выставки были сфотографированы и частично опубликованы в данном издании.

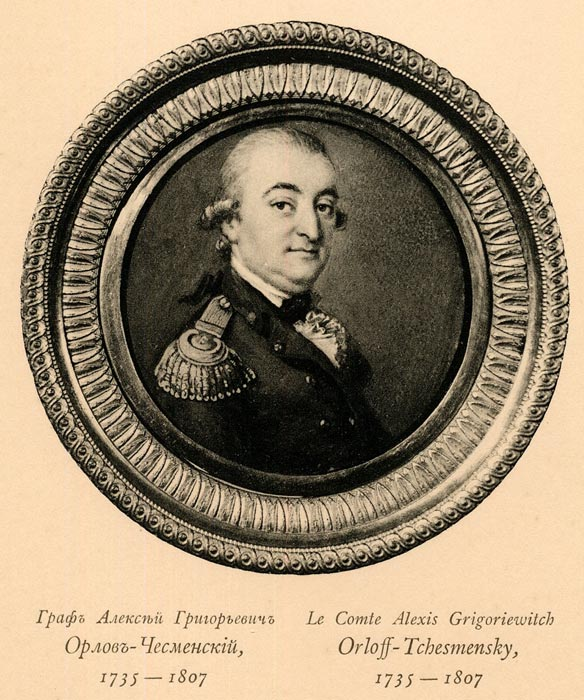
Страница из издания с портретом Орлова-Чесменского

Издание состоит из 5 томов с иллюстрациями и брошюры с алфавитным указателем. Параллельный текст на русском и французском языках включает биографические справки об изображенных лицах. Биографические справки к портретируемым писали сотрудники Николая Михайловича по Русскому историческому обществу. Эти биографии представляют необычайный интерес, так как составлены по архивным данным, по мемуарам и семейным преданиям.
В 1999—2000 годах вышло репринтное переиздание издания великого князя Николая Михайловича (ISBN 5-93453-012-7), а ещё через 3 года издательство «Минувшее» выпустило «иллюстрированный справочник-путеводитель» по этому изданию, в котором были приведены итоги «кропотливой работы последних десятилетий научных сотрудников музеев, архивов и библиотек по установлению подлинных атрибуций отдельных „персон“, а также авторства» портретов, опубликованных в пятитомнике.

## Пересмотренные атрибуции лиц, изображённых на портретах

### Том 1
| Номер | Портрет | Считалось                         | Новая атрибуция                          | Примечания |
| ----- | ------- | --------------------------------- | ---------------------------------------- | ---------- |
| 73    |         | Голицына, Александра Петровна     | Голицына, Елизавета Алексеевна (её дочь) |            |
| 86    |         | Строганова, Екатерина Петровна    | Дама, вынимающая стрелу из колчана Амура |            |
| 112   |         | Зубов, Валериан Александрович     | Зубов, Николай Александрович             |            |
| 133   |         | Лобанов-Ростовский, Яков Иванович | Тутолмин, Тимофей Иванович               |            |
| 158   |         | Голицына, Анна Сергеевна          | Неизвестная                              |            |
| 161   |         | Татищева, Юлия Александровна      | Голенищева-Кутузова, Евдокия Ильинична   |            |

### Том 2
| Номер | Портрет | Считалось                    | Новая атрибуция                                   | Примечания                                                               |
| ----- | ------- | ---------------------------- | ------------------------------------------------- | ------------------------------------------------------------------------ |
| 14    |         | Куракин, Степан Борисович    | Куракин, Александр Борисович                      |                                                                          |
| 23    |         | Щербатов, Михаил Михайлович  | Вопрос о личности изображённого остается открытым | Возможно, граф Н. П. Румянцев, С. П. Румянцев или М. В. Дмитриев-Мамонов |
| 161   |         | Раевский, Николай Николаевич | Его сын-тёзка                                     |                                                                          |
| 204   |         | Дашков, Михаил Иванович      | Дашков, Павел Михайлович (его сын)                |                                                                          |

### Том 3
| Номер | Портрет | Считалось                                  | Новая атрибуция                | Примечания |
| ----- | ------- | ------------------------------------------ | ------------------------------ | ---------- |
| 43    |         | Белосельская-Белозерская, Анна Григорьевна | Строганова, Наталья Михайловна |            |
| 49    |         | Рибопьер, Аграфена Александровна           | Елена Степановна Куракина (?)  |            |
| 53    |         | Лопухина, Екатерина Александровна          | Алопеус, Анна Ивановна (?)     |            |
| 80    |         | Батюшков, Константин Николаевич            | Неизвестный                    |            |
| 119   |         | Голицын, Владимир Сергеевич                | Голицын, Сергей Сергеевич      |            |
| 148   |         | Депрерадович, Леонтий Иванович             | Потёмкин, Яков Алексеевич      |            |
| 171   |         | Давыдов, Денис Васильевич                  | Давыдов, Евграф Владимирович   |            |
| 197   |         | Кушникова, Софья Петровна                  | Кушникова, Екатерина Петровна  |            |

### Том 4
| Номер | Портрет | Считалось                                    | Новая атрибуция                                    | Примечания |
| ----- | ------- | -------------------------------------------- | -------------------------------------------------- | --- |
| 12    |         | Бакунин, Пётр Васильевич Меньшой (1731—1786) | Бакунин, Пётр Васильевич Большой (1724—после 1800) | По данным технико-технологического исследования, звезда ордена Анны на портрете приписана позднее. П. В. Бакунин Меньшой получил этот орден в 1779 году — за три года до написания портрета, П. В. Бакунин Большой был награждён орденом Анны в 1798 году. |
| 13    |         | Бакунина, Анна Сергеевна                     | Бакунина, Екатерина Андреевна                      | Биографические данные изображенной уточнены благодаря атрибуции портрета её мужа (№ 12) |
| 38    |         | Рибопьер, Екатерина Михайловна               | Тёмкина, Елизавета Григорьевна                     | |
| 168   |         | Крюденер, Юлия                               | Беркгейм, Жюльетта (?)                             | |
| 181   |         | Виельгорский, Михаил Юрьевич                 | Чернышёв, Григорий Иванович                        | |

### Том 5
| Номер | Портрет | Считалось                       | Новая атрибуция                            | Примечания |
| ----- | ------- | ------------------------------- | ------------------------------------------ | --- |
| 1     |         | Анна Фёдоровна                  | Елизавета Алексеевна                       | |
| 13    |         | Самойлова, Юлия Павловна        | Джованина и Амацилия Паччини               | |
| 56    |         | Лович, Жанетта Антоновна        | Мария Дмитриевна Шеппинг                   | |
| 64    |         | Куракин, Степан Борисович       | Орлов-Чесменский, Алексей Григорьевич      | |
| 100   |         | Черкасов, Александр Иванович    | Белосельский-Белозерский, Михаил Андреевич | |
| 120   |         | Зубов, Валериан Александрович   | Куракин, Алексей Борисович                 | |
| 161   |         | Волков, Алексей Степанович      | Волков, Алексей Андреевич (?)              | |
| 190   |         | Гагарин, Сергей Сергеевич       | Неизвестный из семьи Гагариных             | |
| 229   |         | Горчаков, Алексей Иванович      | Горчаков, Андрей Иванович                  | |
| 232   |         | Дурново, Мария Никитична        | Неизвестная из семьи Дурново (?)           | |
| 240   |         | Васильчиков, Алексей Васильевич | Васильчиков, Николай Васильевич            | Как свидетельствует оригинальные отпечатки фототеки вел. кн. Николая Михайловича, портреты двух Васильчиковых были перепутаны составителями с самого начала. С неверными подписями они вошли в 5-й том издания. |
| 241   |         | Васильчиков, Николай Васильевич | Васильчиков, Алексей Васильевич            | Как свидетельствует оригинальные отпечатки фототеки вел. кн. Николая Михайловича, портреты двух Васильчиковых были перепутаны составителями с самого начала. С неверными подписями они вошли в 5-й том издания. |